# Simonenko (krater)
Simonenko är en nedslagskrater med en diameter på 32 kilometer, på planeten Venus. Simonenko har fått sitt namn efter den ryska astronomen Alla Nikolajevna Simonenko.